# Maffeo Pantaleoni
Maffeo Pantaleoni (Frascati, 2 luglio 1857 – Milano, 29 ottobre 1924) è stato un economista e politico italiano.

## Biografia

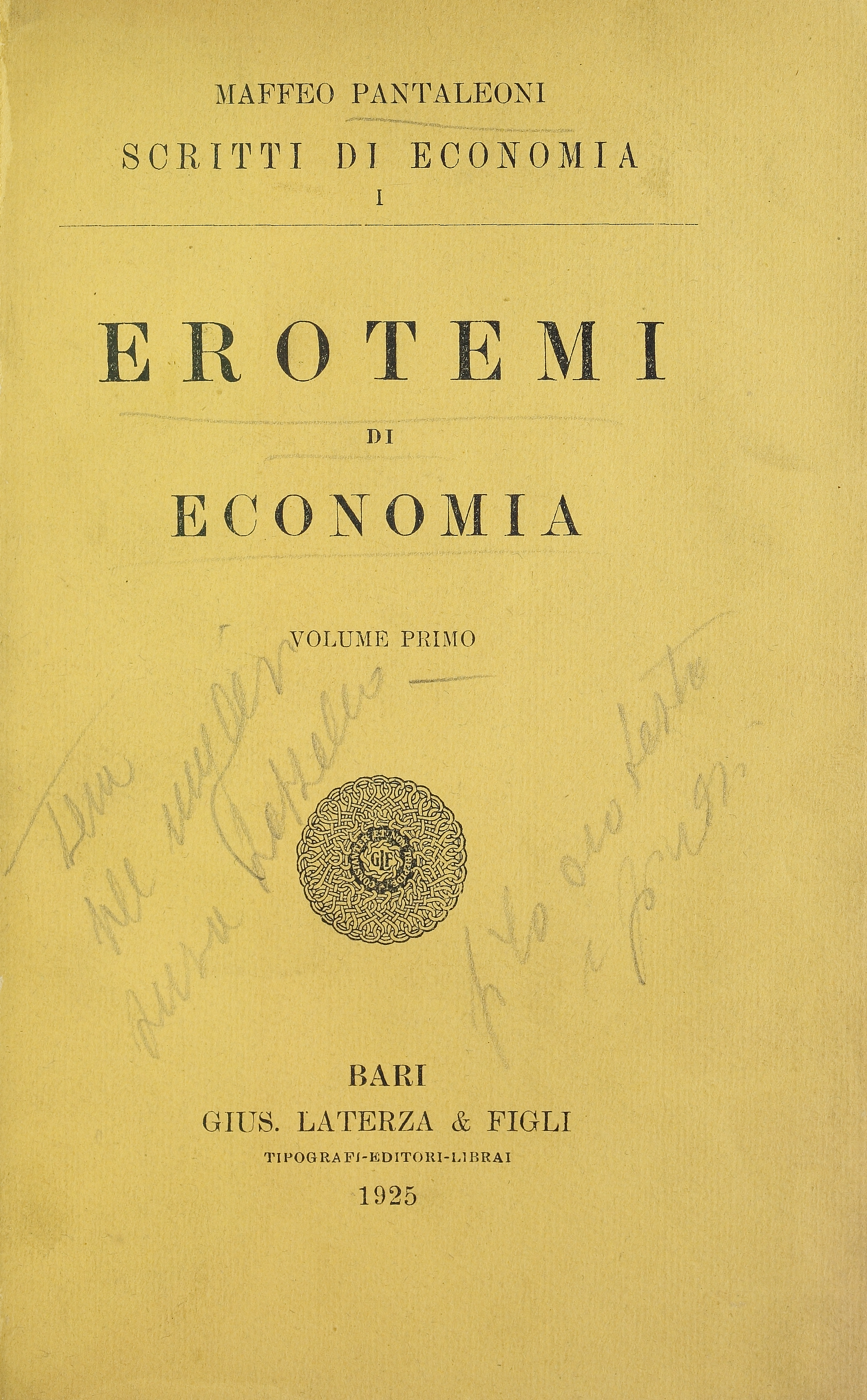
Erotemi di economia, 1925

Professore ordinario di economia politica alle università di Napoli, di Pavia e di Roma, fu un esponente dell'economia neoclassica. Fu  direttore del Giornale degli economisti dal 1890 al 1924. Celebre la sua accanita difesa della politica economica del laissez-faire.
Figlio di Diomede Pantaleoni e della nobile irlandese Jane Isabella Massy-Dawson, riceve i primi fondamenti dell'istruzione in un collegio parigino per poi trasferirsi in Germania, dove si diploma a Potsdam nel 1877.
Dal 1877 al 1880 frequenta la facoltà di giurisprudenza dell'Università di Roma laureandosi con una tesi sulla teoria della traslazione dei tributi. Acquista notorietà come docente dell'Università di Camerino e nel 1883 pubblica "Contributo alla teoria del riparto delle spese pubbliche".
Nel 1890, assieme ai colleghi Antonio De Viti De Marco e Ugo Mazzola, acquista il Giornale degli economisti con l'intento di farne la voce teorica del marginalismo e l'organo politico dei liberisti italiani. Dalle pagine del Giornale degli economisti critica la politica finanziaria del ministro Agostino Magliani (inizialmente liberista e poi vicino alla scuola storica dell'economia lombardo-veneta) e le spese militari.
Nel 1892 il senatore Leone Wollemborg consegnò a Pantaleoni una relazione (firmata dal commendator Gustavo Biagini e dal senatore Giuseppe Giacomo Alvisi, ma insabbiata dal ministro del tesoro Giovanni Giolitti e dal Presidente del Consiglio Francesco Crispi) che dimostrava la presenza di ampie e ripetute irregolarità nella gestione della Banca Romana da parte del governatore Bernardo Tanlongo e del resto del personale, insieme ad un'intricata rete di corruttela e prestiti senza garanzie a vari importanti politici italiani. Il 10 dicembre 1892, Pantaleoni consegnò la relazione al deputato dell'estrema sinistra Napoleone Colajanni, che ne rivelò il contenuto dieci giorni dopo davanti alla Camera dei deputati, dando il via allo scandalo della Banca Romana.
Nelle elezioni del 1900 venne eletto deputato nel collegio di Macerata dopo aver accettato una alleanza tattica con l'Estrema sinistra storica in funzione anti-sonniniana ed anti-pellusiana. Critico verso la politica di Giuseppe Saracco, orientata alla protezione dell'industria siderurgico-cantieristica, durante il governo Zanardelli sostenne prima la scelta di militarizzare le ferrovie (voluta dal ministro della guerra Coriolano Ponza di San Martino per reprimere lo sciopero dei lavoratori del settore) e poi criticò aspramente il dietrofront dell'esecutivo per le concessioni economiche varate agli scioperanti.
Massone, fu membro del Grande Oriente d'Italia e fece parte della sua Commissione permanente, costituita nel febbraio 1901 "col mandato di spingere le logge a promuovere, disciplinare ed aiutare le istituzioni cooperative e di previdenza, nelle loro varie forme e nelle loro attinenze con la pubblica e privata economia, su di una base civile, laica ed obbiettiva".
Nel giugno 1904, trovatosi coinvolto in uno scandalo bancario e duramente attaccato dalla stampa giolittiana, Pantaleoni si dimise da deputato per potersi dedicare alla famiglia e in particolare alla moglie.
Dopo la morte della consorte nel 1910, Pantaleoni rientrò sulla scena politica sostenendo l'occupazione della Libia prima e l'intervento dell'Italia nella prima guerra mondiale. Al termine del conflitto si spostò su posizioni sempre più radicali ed antisemite: sostenne infatti che la vittoria mutilata fosse l'esito di una congiura ebraica volta al dominio delle nazioni con le armi della propaganda bolscevica e della finanza internazionale. In quest'ultimo periodo della sua vita si avvicinò a Giovanni Preziosi, assieme al quale diresse la rivista "La vita italiana". Fu dal settembre al dicembre 1920 ministro delle finanze della Reggenza del Carnaro.
Poco prima della sua morte, il 1º marzo 1923 fu nominato al Senato da Vittorio Emanuele III. Dopo aver aderito pienamente al fascismo, ribadì la sua fiducia a Mussolini anche dopo l'assassinio di Giacomo Matteotti.

## Omaggi
Nel 1970 è stato intitolato a suo nome l'Istituto Professionale di Stato per i servizi commerciali e turistici di Frascati. Gli sono state dedicate strade a Roma, Macerata, Milano, Bari,  Frascati e Casier.

## Il pensiero
Pantaleoni tentò di conciliare la tradizione ricardiana con il marginalismo walrasiano, spaziando dalla teoria dei prezzi a quella della tassazione, dalla teoria dei cicli economici a quella dei sindacati industriali, dalla stima della ricchezza nazionale alla storia delle dottrine economiche, con il suo libro maggiore del 1889 Principi di economia pura.

## Opere
- Maffeo Pantaleoni, Teoria della traslazione dei tributi, Roma, Adolfo Paolini, 1882. URL consultato il 20 giugno 2015.
- Maffeo Pantaleoni, Contributions to the Theory of the Distribution of Public Expenditure, 1883.
- Maffeo Pantaleoni, Dall'ammontare probabile della Ricchezza Privata in Italia, 1884.
- Maffeo Pantaleoni, Pure Economics (Principi di economia pura), 1889.
- Maffeo Pantaleoni, A proposito di Luigi Cossa e della sua "Histoire des Doctrines économiques", 1898, GdE
- Maffeo Pantaleoni, Dei criteri che devono informare la storia delle dottrine economiche, 1898, GdE
- Maffeo Pantaleoni, An attempt to analyze the concepts of "Strong" and "Weak" in their economic connexion, 1898, EJ
- Maffeo Pantaleoni, Una visione cinematografica del progresso della scienza economica, 1870-1907, 1907, GdE
- Maffeo Pantaleoni, Scritti varii di economia. 1, Milano, Palermo, Napoli, Sandron, 1904. URL consultato il 20 giugno 2015.
- Maffeo Pantaleoni, Scritti varii di economia. 2, Milano, Palermo, Napoli, Sandron, 1909. URL consultato il 20 giugno 2015.
- Maffeo Pantaleoni, Scritti vari di economia. Serie terza, Roma, Castellani, 1910. URL consultato il 20 giugno 2015.
- Maffeo Pantaleoni, Tra le incognite, Bari, Laterza, 1917. URL consultato il 20 giugno 2015.
- Matteo Pantaleoni, Note in Margine della Guerra, 1917.
- Matteo Pantaleoni, Politica, 1918.
- Maffeo Pantaleoni, Erotemi di economia. 1, Bari, Laterza, 1925. URL consultato il 20 giugno 2015.
- Maffeo Pantaleoni, Erotemi di economia. 2, Bari, Laterza, 1925. URL consultato il 20 giugno 2015.
- Maffeo Pantaleoni, Il manicomio del mondo, Macerata, LiberiLibri, 2024. URL consultato l'11 novembre 2024.

## Controversie
In seguito all'uscita di un francobollo da parte delle Poste Italiane, la holding controllata dal Ministero dell'economia e delle finanze, dedicato a Pantaleoni, è sorta una nuova polemica, dopo quella sul francobollo allo squadrista Italo Foschi, poiché, come ampiamente analizzato negli studi dal docente di "Storia del pensiero economico" presso il Dipartimento di Scienze Politiche dell'Università di Pisa, Luca Michelini, Pantaleoni ha diffuso ed accreditato come autentici, con piena consapevolezza, i falsi Protocolli dei Savi di Sion, creati appositamente dalla polizia segreta zarista russa contro gli ebrei, sulla cui "teoria" della presupposta cospirazione ebraica si fondò l’antisemitismo che sfociò nelle leggi razziali fasciste e nell'Olocausto. Pantaleoni si pose peraltro al "vertice, negli anni 1915-1924, di un complesso movimento in cui la campagna antiebraica fu una componente essenziale di quel moto politico, culturale, economico e sociale che portò Mussolini al potere" come si legge nel volume di Michelini, Alle origini dell’antisemitismo nazional-fascista. Maffeo Pantaleoni e «La Vita italiana» di Giovanni Preziosi (1915-1924), edito da Marsilio nel 2011.
Dopo il francobollo celebrativo di Italo Foschi, gerarca fascista dei più feroci, fedelissimo di Farinacci, ecco spuntare il francobollo all'economista Maffeo Pantaleoni, che promosse il falso dei Protocolli dei Savi di Sion, la cui biografia si è macchiata da un forte antisemitismo. Oltre a occuparsi di economia, infatti, Pantaleoni fu il primo ad adoperarsi per diffondere in Italia il falso dei Protocolli dei Savi di Sion.